# Nervus genitofemoralis
Der Nervus genitofemoralis (von lat. Genus „Geschlecht“ und Femur „Oberschenkel“) ist ein gemischt sensomotorischer peripherer Nerv. Er geht aus den ersten beiden Wurzeln des Lendenteils des Plexus lumbosacralis hervor und versorgt Teile des Oberschenkels und der äußeren Geschlechtsorgane. Der Nerv teilt sich in zwei Äste: Ramus genitalis und Ramus femoralis.

## Ramus genitalis
Der Ramus genitalis wird auch als Nervus spermaticus externus bezeichnet. Er zieht innen an der Bauchwand zum Leistenkanal und gelangt durch diesen nach außen. Er versorgt die Haut der Leistengegend und den Hodensack bzw. die großen Schamlippen (fehlen bei Tieren) sensibel und den Musculus cremaster (Hodenheber) motorisch. Bei Tieren versorgt er auch die Haut des Euters bzw. die der Mammarkomplexe der Leistengegend.

## Ramus femoralis
Der Ramus femoralis wird auch als Nervus lumboinguinalis bezeichnet. Er zieht mit der Arteria und Vena femoralis durch die Lacuna vasorum an die Innenseite des Oberschenkels. Er versorgt die rumpfnahe Innenseite des Oberschenkels sensibel.
Bei Fleischfressern fehlt der Ramus femoralis, hier übernehmen Äste des Ramus genitalis die entsprechende Innervation.